# Marjorie Estiano
Marjorie Dias de Oliveira (Curitiba, Brazília, 1982. március 8. –) röviden Marjorie Estiano, brazil énekesnő és színésznő.

## Filmográfia

### Telenovellák
- 2003 - 2005: Malhação ... Natasha Ferreira[15][16][17][18]
- 2006: Életünk lapjai (Páginas da Vida) ... Marina Andrade Rangel[19]
- 2007: Fej vagy írás (Duas Caras) ... Maria Paula Fonseca do Nascimento[20][21][22][23]
- 2009: India - Álmok útján (Caminho das Índias) ... Tônia - Antônia Cavinato[24][25][26]
- 2011: A Vida da Gente ... Manuela Fonseca[27][28][29][29][30][31][32]
- 2012: Lado a Lado ... Laura Assunção[33][34][35]

### Sorozatok
- 2006: Sob Nova Direção ... Nely Li[36]
- 2010: S.O.S. Emergência ... Flávia Menezes[37]
- 2011: Amor em Quatro Atos ... Letícia[38][39][40][41]
- 2011: Cine Conhecimento ... Marjorie Estiano[42]

### Filmek
- 2011: "Malu de Bicicleta" ... Sueli[43][44]
- 2012: "O Tempo e o Vento" ... Bibiana[45]
- 2014: "Beatriz - Entre a dor e o nada" ... Beatriz[46][47]
- 2014: "Apneia" ... Giovanna[48][49]

## Színház
- 1999: "Clarice"[50]
- 2002 - 2003: ""Beijos, Escolhas e Bolhas de Sabão"[51]
- 2003: "Barbara não lhe Adora"[52]
- 2009 - 2010: "Corte Seco"[53]
- 2011: "Inverno da Luz Vermelha"[54]
- 2012 - 2013: O Desaparecimento do Elefante[55]

## Diszkográfia
- Marjorie Estiano[56]
- Flores, Amores e Bla, blá, blá[57]
- Marjorie Estiano e Banda ao Vivo[58]

## Díjak

### Legjobb női főszereplő
- Díj Lala Schneider (1999), Clarice[59][60] (Színház)
- Díj Jovem Brasileiro (2005), Malhação[61] (Telenovella)
- Díj Quem (2011), A Vida da Gente[62] (Telenovella)
- Díj Arte Qualidade Brasil (2011), O Inverno da Luz Vermelha[63] (Színház)
- Díj Aplauso Brasil (2013), O Desaparecimento do Elefante[64] (Színház)

### Romantikus Pár
- Díj Noveleiros (2012), Lado a Lado[65][66] (Telenovella)

### Énekes
- Díj Melhores do Ano (2005), Dal az Év[67][68]
- Díj Troféu Leão Lobo (2005), énekes kinyilatkoztatás[69][70]
- Díj Meus Prêmios Nick (2005), énekes kinyilatkoztatás[71][72]
- Díj Multishow (2005), énekes kinyilatkoztatás[73]